# ديميتار ميتوف
ديميتار ميتوف (بالبلغارية: Димитър Митов)‏ هو لاعب كرة قدم بلغاري في مركز حراسة المرمى، ولد في 22 يناير 1997 في Kozloduy ‏ في بلغاريا. لعب مع كامبريدج يونايتد.

## وصلات خارجية
- ديميتار ميتوف على موقع قاعدة بيانات كرة القدم.إي يو (الإنجليزية)
- ديميتار ميتوف على موقع ناشيونال فوتبول تيمز (الإنجليزية)
- ديميتار ميتوف على موقع Soccerbase.com (لاعب) (الإنجليزية)
- ديميتار ميتوف على موقع Soccerway.com (الإنجليزية)
- ديميتار ميتوف على موقع عالم كرة القدم.نت (الإنجليزية)